# 最後の谷
『最後の谷』（さいごのたに、原題：The Last Valley）は、1971年制作のイギリス・アメリカ合衆国の映画。作家・脚本家のジェームズ・クラベル脚本・監督。

## あらすじ
17世紀半ば、三十年戦争末期。ドイツ南部の山奥の集落にヴォーゲルという1人の男がやってきた。彼はかつてはマクデブルクで教師だったが、今は難民として各地を放浪していた。
そこへ突然、多数の外国人傭兵が襲ってきた。ヴォーゲルは一旦は逃れたものの、捕まって傭兵の隊長の前に引きずり出される。
ヴォーゲルは、村には十分食糧もあり、春がくるまで村に駐留して、村を外敵から守ってやるほうが彼らにとっても得策だと隊長を説得、長年の戦闘にうんざりしていた隊長は意外にもあっさりと承諾、村長のグルーバーの了解も得た。
ヴォーゲルは次第に村人たちの信頼を得るが、ある日、村の娘インゲを犯そうとした傭兵のハンセンが同僚2人とともに反乱を起こし、隊長の闇討ちに失敗して脱走、援軍を連れて逆襲を試みるが、殲滅された。
村には再び平和が訪れ、隊長は再開された戦争に部下たちと共に出陣していく。その頃、村人から必要とされなくなったヴォーゲルは村を出ることを決意したのだが…。

## キャスト
※括弧内は日本語吹替（初回放送1979年3月18日『日曜洋画劇場』）
- 隊長：マイケル・ケイン（福田豊土）
- ヴォーゲル：オマル・シャリーフ（瑳川哲朗）
- エリカ：フロリンダ・ボルカン（谷育子）
- グルーバー：ナイジェル・ダヴェンポート
- インゲ：マデリーン・ハインド
- セバスチャン神父：パール・オスカルソン
- ホフマン：アーサー・オコンネル
- クリスチャン・ロバーツ
- ブライアン・ブレスド